# Hammerodde Fyr
Hammerodde Fyr, gelegentlich auch Hammer Odde Fyr, ist ein Leuchtturm (dänisch Fyr) in Allinge-Sandvig, auf der Nordspitze von Bornholm.

## Beschreibung
Der viereckige weiße Turm und das angeschlossene Gebäude für die Leuchtfeuerwärter wurden 1895 errichtet. Der Bau des Leuchtfeuers wurde notwendig, da man das 91 m hohe Hammeren Fyr bei Hochnebel oft nicht mehr sehen konnte.
Hammerodde Fyr bezeichnet mit dem schwedischen Sandhammarens fyr das Bornholmsgat, die Meerenge zwischen Bornholm und dem südöstlichsten Kap der schwedischen Küste. Das entsprechende Verkehrstrennungsgebiet wird von Hammerodde mit überwacht. In unmittelbarer Nähe des Leuchtturms steht eine Referenzstation für das Differential Global Positioning System. Sie hat eine Reichweite von 451 Seemeilen.
Auf älteren Seekarten ist zu sehen, dass die Station früher auch mit einem Nebelhorn und einem Seefunkfeuer ausgerüstet war. Der Betrieb beider Anlagen wurde jedoch eingestellt, der Sendemast des einstigen Seefunkfeuers dient heute als DGPS-Sender.